# Feira de Santana
Feira de Santana je město ležící v Brazílii. Město má 700 000 obyvatel a nachází se ve státě Bahia.